# 大原老舗

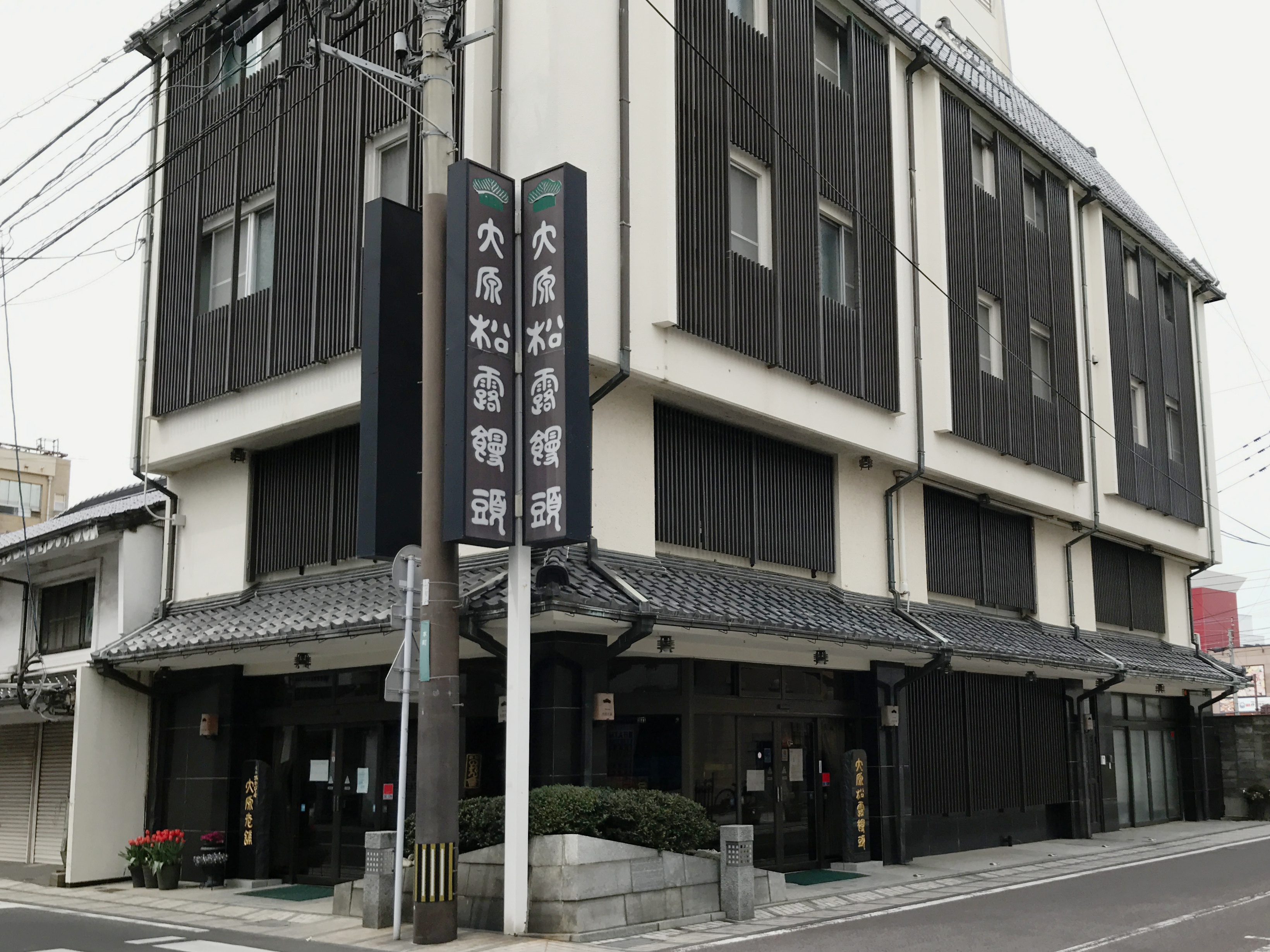
唐津本店

株式会社大原老舗（おおはらろうほ）は、佐賀県唐津市に本店を置く日本の製菓業者。

## 沿革
- 1850年（嘉永3年）- 創業。
- 1950年（昭和25年）9月 - 「株式会社大原老舗」を設立。

## 商品
- 松露饅頭[1]
- まつら[2]
- 松露路[3]
- 太閤松[4]
- ひれふり山[5]
- 颯々[6]
- 雪中紅梅[7]
- 加羅の津[8]
- ほこり被衣[9]
- こつぶ納豆 - 納豆とわさび風味のおかき。2004年にヒットした[10]。

## 店舗

### 佐賀県
- 唐津本店[11] - 佐賀県唐津市本町1513-17
- 和多田店 - 佐賀県唐津市和多田本村4-51
- 鏡店 - 佐賀県唐津市鏡4661-1
- 唐津駅店 - 佐賀県唐津市新興町2936-1 えきマチ1丁目内
- 佐賀本店 - 佐賀県佐賀市神野東1-4-3
- 佐賀駅店 - 佐賀県佐賀市駅前中央1-11-20 えきマチ1丁目内

### 福岡県
- 福岡本店 - 福岡県福岡市中央区大手門2-2-1
- 博多駅マイング店 - 福岡県福岡市博多区中央街1-1 博多駅マイング内

### 過去の店舗
- 佐賀玉屋店[12] - 佐賀市中の小路2-5 佐賀玉屋内
- 前原店 - 糸島市前原中央2-2-27
- 久留米岩田屋店 - 久留米市天神町1-1 岩田屋久留米店内
- ショッパーズプラザ店 - 福岡市中央区天神4-11 福岡ショッパーズプラザ地下2階 (2005年閉店)
- アクロス店 - 福岡市中央区天神1-1-1 アクロス福岡地下2階
- シーホークOPA店 - 福岡市中央区地行浜2-2-3 シーホークホテル&リゾート4階
- 天神ビル店 - 福岡市中央区天神2-12-1 天神ビル地下1階
- 小倉アミュプラザ店 - 北九州市小倉北区浅野1-1-1 アミュプラザ小倉1階
- 博多阪急店[13] - 福岡市博多区博多駅中央街1-1 博多阪急地下1階
- 久留米店 - 久留米市通町6-195-1 (2019年3月31日閉店)
- 姪浜デイトス店 - 福岡市西区姪の浜4-8-2 姪浜デイトス(現・えきマチ1丁目)内 (2021年1月23日閉店)
- 博多大丸福岡天神店 - 福岡県福岡市中央区天神1-4-1 博多大丸本館地下2階
- 岩田屋本店 - 福岡県福岡市中央区天神2-5-35 岩田屋本館地下2階
- 春日店 - 福岡県春日市春日1-20
- 空港南バイパス店 - 福岡県福岡市博多区金の隈1-26-18